# Dielektrik
Dieléktrik ali električni izolator je snov z zelo veliko specifično upornostjo, tako da lahko v približku vzamemo, da sploh ne prevaja električnega toka. Rečemo lahko tudi, da lahko v dielektriku obstaja statično električno polje, ne da bi v njem tekel električni tok. Obnašanje dielektrika v električnem polju opišemo z njegovo dielektričnostjo. 
Torej je dielektrik material, ki ima sposobnost polarizacije v električnem polju. Polarizacija je dipolni moment, porazdeljen po volumski enoti. Pri snoveh, zgrajenih iz ionov, se ioni lahko razmaknejo, pozitivni ioni proti negativni elektrodi, negativni ioni proti pozitivni. Nastanejo dipoli, snov se polarizira. Čim večji je razmak med ioni, večja je polarizacija

Za linearne dielektrike velja, da je polarizacija P linearno proporcionalna jakosti električnega polja:
P = ε0(έ-1)•E         
kjer je, 
P...polarizacija  (μC/cm2)
ε0...dielektrična konstanta v vakuumu 8,85•10-12 F/m
έ... relativna dielektrična konstanta ε/ε0 oz. dielektrična konstanta (/)
E...jakost električnega polja (V/m)

Za nelinearne dielektrike velja nelinearna odvisnost polarizacije od električnega polja. V skupino nelinearnih dielektrikov štejemo:
- feroelektrike,
- piezoelektrike in
- relaksorje.

Dielektriki se rabijo v elektroniki kot snov, s katero  je izpolnjen prostor med elektrodama kondenzatorja, s čimer se poveča kapaciteta kondenzatorja.
Zgledi dielektrikov so steklo, keramika, vosek, papir, les, porcelan in bakelit.

## Kvantna razlaga dielektrikov
Pri dielektrikih je, podobno kot pri polprevodnikih, valenčni pas pri nizkih temperaturah povsem zaseden, prevodni pas pa povsem nezaseden. Od polprevodnikov se dielektriki razlikujejo po širini energijske špranje med valenčnim in prevodnim pasom, ki je pri dielektrikih dosti večja kot pri polprevodnikih (npr. 5,4 eV pri diamantu proti 0,7 eV pri germaniju).